# Coeranica
Coeranica is een geslacht van vlinders van de familie sikkelmotten (Oecophoridae), uit de onderfamilie Oecophorinae.

## Soorten
- C. eritima Meyrick, 1883
- C. isabella (Newman, 1855)